# 뉴스 & 뮤직 (YTN)
뉴스 & 뮤직은 YTN라디오에서 방송되는 주말 음악 프로그램이다.

## 시간대별 분류
- 7:20 ~ 10:56 : 8090 가요 & 팝
- 11:20 ~ 11:56, 17:20 ~ 17:56 (공휴일 16:20 ~ 16:56도 동시 진행. 17시는 상황따라 달라짐) : 최신 가요 & 팝
- 12:20 ~ 13:56 : 트로트
- 14:20 ~ 15:56 / 21:20 (공휴일 20:20) ~ 23:56 : 가요 & 팝 무지향